# Bartramia squarrifolia
Bartramia squarrifolia är en bladmossart som beskrevs av Sim 1926. Bartramia squarrifolia ingår i släktet äppelmossor, klassen egentliga bladmossor, divisionen bladmossor och riket växter. Inga underarter finns listade i Catalogue of Life.